# Eisfeld
Eisfeld é uma cidade da Alemanha localizada no distrito de Hildburghausen, estado da Turíngia.
Eisfeld é a Erfüllende Gemeinde (português: municipalidade representante ou executante) do município de Bockstadt. Em 1 de janeiro de 2019, incorporou o antigo município de Sachsenbrunn.